# Años 250 a. C.
Los años 250 antes de Cristo transcurrieron entre los años 259 a. C. y 250 a. C.

## Acontecimientos
- Rebelión de los Partos arsácidas contra los Selyúcidas herederos de Alejandro Magno.
- Batalla de Sulci entre la República cartaginesa y la República de Roma.

## Nacimientos
- Aristófanes de Bizancio, c. 257.